# Лёгочная консолидация
Лёгочная консолидация (лёгочное опеченение) — уплотнение лёгочной ткани за счёт заполнения воздушных в норме альвеол содержимым (экссудатом, транссудатом, кровью, водой и т. д.).
При консолидации плотность лёгочной ткани повышается вплоть до мягкотканной, печёночной. Клинически консолидация проявляется ограничением подвижности грудной клетки на стороне поражения, усиленным голосовым дрожанием, притуплением перкуторного звука, бронхиальным дыханием. При радиологических исследованиях (рентгенографии, компьютерной томографии) лёгочная консолидация представляет собой участки, непроницаемые для рентгеновских лучей, на фоне которых не прослеживается сосудистый рисунок лёгочной ткани (в отличие от менее выраженного снижения воздушности по типу «матового стекла»). Консолидация наиболее типична для сформировавшейся зоны пневмонии, встречается при интерстициальных заболеваниях лёгочной ткани.